# 重返二叠纪
《重返二叠纪》（Return to the Permian），是一部古生物4D电影，片长17分钟，于2011年12月上映。影片根据确切的科学发现，复原了十余种古动物角色，并在复原十余种植物基础上重建了古生态环境，反映了2.7亿年前古两栖动物的繁盛景象。
2.7亿年前的二叠纪，地球正从一次漫长的冰期中苏醒过来。此时，翼龙和鸟类还没有出现，爬行动物还在襁褓之中，两栖动物统治着即将形成的泛大陆。身长9米的锯齿螈、灵动的笠头螈、美丽的帆螈、邪恶的长脸螈，还有凶恶的旋齿鲨、巨型蜻蜓、杯鼻龙，在这里生生不息。

## 主创
- 总策划：王小明
- 编剧：叶  剑、濮  澍、叶晓青
- 导演：陈志宏
- 监制：李  伟
- 出品机构：上海科技馆
- 制作机构：上海睿宏文化传播有限公司
- 公映时间：2011年12月

## 角色介绍
- 最凶猛的要数锯齿螈（Prionosuchus），它身长可达9米，是迄今出现过的最大的两栖动物，是江河湖泊和沼泽中的顶级掠食者。

- 最滑稽的要数长脸螈（Eryops），因为眼睛几乎长到了额头上而显得脸特别长，但它并不搞笑，反而很阴险，出没于溪流、江河与湖泊之中，捕食鱼类及小型动物。

- 最奇特的要数笠头螈（Diplocaulus），它头部像三角箭头向左右支出，比身体还要宽，这种奇怪的骨质的结构可能是为了方便游泳，也可能是为了让猎食者感觉不好下口。

- 电影的主角——帆螈（Platyhystrix），像基龙、异齿龙和芙蓉龙等爬行动物一样，背上长着高大艳丽的帆状物，这在两栖动物中极为少见。背帆靠椎骨的延伸支撑，作用类似于太阳能板，其中血管密布，帆螈借助它吸收阳光的能量，让身体更快地暖和起来，同时也有散热降温的作用。另一个功能，当然是性炫耀，功能类似于当今女人的乳房、男人的婚房。帆螈的腿强壮有力，已经非常适应陆上生活。但到了繁殖时节，像其他两栖类一样，它们还必须回到水中产卵、繁殖。

- 与它们伴生的，还有翼展达0.7米的拟巨脉蜻蜓（Meganeuropsis）、牙齿像一副圆锯的旋齿鲨（Helicoprion），以及当时最大的陆生动物杯鼻龙（Cotylorhynchus）等。

## 剧情介绍
二叠纪的天空，阳光明媚。鳞木、封印木、树蕨等高大参天的蕨类植物构成的林海绵延到滨海潟湖边。湖面上，巨型蜻蜓飞舞。湖面下，一群帆螈蝌蚪正在破壳而出。我们的主角小帆螈在刚孵化的时候，连只有十几厘米长的中华鳕都能对它构成巨大威胁。它一心想尽快成长，长出四肢，长出背帆，到岸上去开拓精彩的生活空间。但在它成长的每个阶段，都得面对各种掠食者的考验——水中的各种鱼类、上岸时伏击的笠头螈、沼泽中的长脸螈，当然还有水中的锯齿螈、旋齿鲨，好在它们已经练就了在当时两栖类中算得上出类拔萃的陆上生活能力和奔跑能力。谈婚论嫁的时候，它还要和其他雄性来一番激烈的争斗，才能俘获芳心抱得美人归。
最后，帆螈夫妇来到水里产卵，主角帆螈为了保护爱侣，被锯齿螈擒获，血腥味吸引来一群饥饿的旋齿鲨。旋齿鲨抢食，与锯齿螈一场大战，结果非死即伤，仓皇逃窜。锯齿螈捍卫了自己的领地。
帆螈的骨架旁，帆螈卵已在孵化中，新的一轮生命蓬勃拉开序幕。

## 所获奖项
2011年12月获得第六届“科蕾奖”科普场馆特效影片一等奖（共1名）。
“科蕾奖”是由国家广电总局、全国自然科学博物馆协会、新闻出版总署和中国科教影视协会联合评选的国家级自然科学类电影奖，每两年举办一届。
2012年9月获得第二届“中国科普作家协会优秀科普作品奖”（科普影视类第二名） 

## 科学顾问
- 戎嘉余：中国科学院院士；
- 周忠和：中国科学院院士，美国科学院外籍院士，国际古生物学会副会长；
- 王小明：上海科技馆馆长，中国动物学会副理事长，中国自然科学博物馆协会副理事长，上海市科协副主席；
- 王原：中国古动物馆馆长；
- 沙金庚：中国古生物学会前理事长；
- 王军：中国科学院南京地质古生物研究所古植物学与孢粉学研究室主任，国际古植物学会东亚地区执行委员；
- 张海春：中国科学院南京地质古生物研究所现代古生物学与地层学国家重点实验室副主任；
- 张江永：中国科学院古脊椎动物与古人类研究所研究员，古鱼类学家。